# Lersjön, Gästrikland
Lersjön är en sjö i Gävle kommun i Gästrikland och ingår i Dalälvens huvudavrinningsområde. Sjön har en area på 0,564 kvadratkilometer och ligger 57,9 meter över havet. Sjön avvattnas av vattendraget Lerån (Kessmansbobäcken).

## Delavrinningsområde
Lersjön ingår i det delavrinningsområde (671084-157089) som SMHI kallar för Utloppet av Lersjön. Medelhöjden är 67 meter över havet och ytan är 8,66 kvadratkilometer. Det finns ett avrinningsområde uppströms, och räknas det in blir den ackumulerade arean 22,67 kvadratkilometer. Lerån (Kessmansbobäcken) som avvattnar avrinningsområdet har biflödesordning 2, vilket innebär att vattnet flödar genom totalt 2 vattendrag innan det når havet efter 41 kilometer. Avrinningsområdet består mestadels av skog (88 procent). Avrinningsområdet har 0,56 kvadratkilometer vattenytor vilket ger det en sjöprocent på 6,4 procent.